# Sergej Nikolajevič Anohin
Sergej Nikolajevič Anohin; sovjetski častnik, vojaški pilot, letalski as, preizkusni pilot in heroj Sovjetske zveze.
Po drugi svetovni vojni je bil preizkusni pilot na reaktivnih letalih pri Centralnem aerohidrodinamičnem inštitutu ZSSR.